# Sergei Khrushchov
Sergei Nikitich Khrushchov (em russo:  Серге́й Ники́тич Хрущёв, 2 de julho de 1935 - 18 de junho de 2020) era um engenheiro russo e filho do Primeiro-ministro da União Soviética Nikita Khrushchov e Nina Petrovna Khrushchova. Ele se mudou aos Estados Unidos em 1991 e foi naturalizado como Norte-Americano.

## Carreira
Khrushchov tinha vários graus avançados de engenharia. Da Academia Nacional de Ciências da Ucrânia ele teve seu doutorado e na Universidade Técnica de Moscou ele teve seu Ph.D. Em adição, ele recebeu seu M.A. com distinção do Moscow Electric Power Institute. Ele também teve uma cátedra "ocasional" no Colégio de Guerra Naval, Newport, Rhode Island, significando que ele não era um professor interino (apesar de ter sido por um período), mas ensinava frequentemente.
Antes de emigrar da União Soviética aos Estados Unidos em 1991, Khrushchov trabalhou em várias profissões prestigiosas de engenharia. De 1969 até 1991, ele serviu no Instituto de Controle Computacional em Moscou, onde ascendeu à seção de diretor responsável por pesquisa. De 1958 até 1968, Dr. Khrushchov trabalhou como engenheiro e então como deputado chefe responsável por sistemas de navegação para mísseis e design espacial. Nessa capacidade, ele trabalhou em mísseis de cruzeiro para submarinos, naves espaciais militar e de pesquisa, veículos lunares e o propulsor espacial "Proton". 
Ele frequentemente falou à audiências Norte-americanas onde compartilhou suas memórias do "outro" lado da Guerra Fria. Khrushchov serviu como um conselheiro ao The Cold War Museum. Ele era um Bolsista Sênior no Instituto Watson para  International and Public Affairs na Universidade Brown.

## Vida pessoal
No dia 12 de julho de 1999, Khrushchov e sua esposa, Valentina, se naturalizaram como cidadãos dos Estados Unidos. Seu filho de um casamento anterior, Nikita Sergeyevih Khrushchov, jornalista Russo, morreu no dia 22 de fevereiro de 2007 aos 47 anos de idade, de um infarto. Ele também teve outro filho chamado Sergei.
Khrushchov morreu no dia 18 de junho de 2020 em Cranston, Rhode Island. A causa não foi inicialmente revelada.

## Prêmios
- Medalha Dr. Rainer Hildebrandt, dada por Alexandra Hildebrandt.
- Medalha do Herói Trabalhista, Ordem de Lenin, Prêmio de Lenin e o Prêmio do Conselho de Ministros da União Soviética.[6]